# NGC 3769
NGC 3769 (również PGC 35999 lub UGC 6595) – galaktyka spiralna z poprzeczką (SBb), znajdująca się w gwiazdozbiorze Wielkiej Niedźwiedzicy. Odkrył ją William Herschel 5 lutego 1788 roku. Oddziałuje grawitacyjnie ze znacznie mniejszą galaktyką PGC 36008, zwaną czasem NGC 3769A; obie te galaktyki stanowią obiekt Arp 280 w Atlasie Osobliwych Galaktyk Haltona Arpa.